# Lucas Vázquez
Lucas Vázquez Iglesias (Curtis, La Coruña, España, 1 de julio de 1991) es un futbolista español. Actualmente se encuentra sin equipo.
Formado en su Galicia natal y en las categorías inferiores del Real Madrid Club de Fútbol, llegó al primer equipo tras una temporada cedido en el Real Club Deportivo Espanyol. En el fútbol base madrileño logró en la temporada 2011-12 un ascenso a la 2ª División, y el campeonato de la categoría, títulos que precedieron a los de su etapa profesional, donde destacan cuatro campeonatos de liga, 5 Ligas de Campeones y 4 Mundiales de Clubes.

## Trayectoria

### Inicios y primeros años
Lucas Vázquez comenzó a jugar en el equipo de su pueblo, el Centro Cultural Deportivo Curtis, desde donde se incorporó a las inferiores del Ural Club De Fútbol de La Coruña, donde realizó muy buenas campañas. Fue fichado por el Real Madrid Club de Fútbol en 2007 para sus categorías inferiores, debutando en el tercer equipo juvenil y fue ascendiendo por las distintas categorías hasta llegar al Real Madrid Club de Fútbol "C", segundo equipo filial, en la temporada 2010-11. Un año antes ganó la Copa de Campeones y la Liga Juvenil junto a jugadores como Álvaro Morata, Álex Fernández y Dani Carvajal, además de alcanzar la final de la Copa del Rey con el Juvenil "A" del conjunto blanco.
En la temporada 2011-12, concretamente el 21 de agosto de 2011, hizo su debut en 2ª División "B" con el primer equipo filial, el Real Madrid Castilla Club de Fútbol en un partido ganado por 1-0 contra el Real Sporting de Gijón "B". Su primer gol oficial con el equipo se produjo en el empate 2-2 frente al La Roda Club de Fútbol del 25 de febrero de 2012.
Dicha temporada disputó la fase de promoción de ascenso, en la que cosechó una derrota y un empate frente al Club Deportivo Alcoyano que no fueron suficientes para ascender de categoría, algo que sí consiguió un año después tras derrotar en la fase de promoción de ascenso al Cádiz Club de Fútbol por 8-1 en el global de la eliminatoria, y por 6-0, también en el global, al Club Deportivo Mirandés proclamándose así campeones de la 2ª División "B" y logrando el ascenso a la 2ª División.

### Etapa profesional y consolidación
En la temporada 2012-13, el jugador estuvo a las órdenes de Alberto Toril en el regreso del equipo filial a la segunda categoría del fútbol español, lo que supuso su debut en el fútbol profesional.
En el verano del 2014, sale cedido con opción de compra hacia el RCD Espanyol que adquiere sus derechos federativos. Debutó ante el Sevilla F. C. en la segunda jornada con una derrota por 1-2. En la séptima jornada anotó su primer tanto en la 1ª división española ante la Real Sociedad en una victoria por 2-0. A finales de la temporada 2014-15, después de que su cesión en el club terminara, el RCD Espanyol manifestó su intención de ejercer su opción de compra, pero pocos días después el Real Madrid también ejerció su derecho de recompra a petición de su entrenador Rafa Benítez.

Tras su paso por el conjunto españolista retorna a la primera plantilla del club madrileño. Debuta en el primer equipo del Real Madrid C. F. el 24 de julio de 2012 —antes de su paso por Barcelona— en el Estadio Carlos Tartiere contra el Real Oviedo en un partido amistoso de la pretemporada, donde anotaría el primer gol de los blancos, y el primero en su carrera con la camiseta del primer equipo.
En la pretemporada 2014-2015 viajó con el primer equipo para disputar la International Champions Cup, jugando titular los dos primeros partidos contra el Football Club Internazionale y la Associazione Sportiva Roma
Ganó su primera Liga de Campeones con el Real Madrid C. F. en la final de Milán del 28 de mayo de 2016 (1-1) contra el Atlético de Madrid. Entró en el minuto 76 al terreno de juego del Giuseppe Meazza por Karim Benzema y anotó el primer tanto de la tanda de penaltis que dio "la orejona" al conjunto blanco.
En noviembre de 2017 superó los cien partidos oficiales con el Real Madrid, siendo el de la centena el disputado frente a la Unión Deportiva Las Palmas correspondiente al campeonato de liga. Los mismos fueron logrados en seis competiciones: Liga (69), Liga de Campeones (19), Copa del Rey (6), Mundial de Clubes (2), Supercopa de Europa (2) y Supercopa de España (2).
En enero de 2018 consiguió su primer doblete goleador con el Real Madrid en el partido de vuelta de octavos de final de la Copa del Rey ante el Club Deportivo Numancia.
Fue el máximo asistente del Real Madrid en la temporada 2017-2018 con 12 asistencias, una en la Supercopa de España, una en el Mundial de Clubes, siete en Liga, dos en Liga de Campeones y una en Copa del Rey.
A finales de la temporada 2019-20 y comienzos de la temporada 2020-21, debido a las bajas en el equipo, reconvirtió su posición a la defensa. Su polivalencia le permite jugar en todas las posiciones de banda, por lo que su condición de extremo derecho, la natural, fue compaginada con la de lateral derecho para cubrir las necesidades del equipo, donde se lesionaron todos los jugadores de dicho puesto. Esto le permitió recuperar el nivel demostrado entre 2017 y 2018, asistiendo en partidos fundamentales como en la victoria por 3-1 contra el Liverpool en la Liga de Campeones y contra el F. C. Barcelona por LaLiga en el triunfo por 2-1.
En el primer clásico de la temporada 2021-22, marcó el gol definitorio para la victoria 2 por 1 de los merengues en el Camp Nou.
La directiva del Real Madrid anunció oficialmente la salida de Lucas Vázquez del club el 16 de julio de 2025. Pone fin a una etapa de 18 años y 23 títulos. En total, jugó 402 partidos, marcó 38 goles y dio 59 asistencias.

## Selección nacional
Lucas debutó en la selección española en un amistoso preparatorio para la Eurocopa 2016 en la derrota ante Georgia por 0-1, donde ingresó de titular, pero tras un discreto partido, salió en el minuto 61 por David Silva. Luego, fue convocado por primera vez como internacional absoluto para jugar la Eurocopa. No jugó en ninguno de los tres partidos de fase de grupos, pero debutó en octavos de final contra Italia, sustituyendo a Morata. El partido lo terminaron perdiendo por 2-0 frente al conjunto Italiano, siendo eliminados del torneo.
El 21 de mayo de 2018 fue seleccionado por el entrenador Julen Lopetegui para disputar la Copa Mundial de 2018 en la que disputó dos encuentros. Su debut en el torneo se produjo en el segundo tiempo del partido contra la selección portuguesa y fue titular en el segundo partido frente a la selección iraní, pertenecientes a la fase de grupos.

## Estadísticas

### Clubes
Actualizado al último partido disputado el 24 de mayo de 2025.
| Real Madrid C. F. "C" · España | 3.ª           | 2010-11       | 14  | 2  | 1  | —  | — | — | —  | — | —  | 14  | 2  | 1  |
| Real Madrid C. F. "C" · España | Total club    | Total club    | 14  | 2  | 1  | 0  | 0 | 0 | 0  | 0 | 0  | 14  | 2  | 1  |
| Real Madrid Castilla C. F. · España | 2.ª B         | 2011-12       | 26  | 4  | 2  | —  | — | — | —  | — | —  | 26  | 4  | 2  |
| Real Madrid Castilla C. F. · España | 2.ª           | 2012-13       | 26  | 3  | 3  | —  | — | — | —  | — | —  | 26  | 3  | 3  |
| Real Madrid Castilla C. F. · España | 2.ª           | 2013-14       | 40  | 8  | 9  | —  | — | — | —  | — | —  | 40  | 8  | 9  |
| Real Madrid Castilla C. F. · España | Total club    | Total club    | 92  | 15 | 14 | 0  | 0 | 0 | 0  | 0 | 0  | 92  | 15 | 14 |
| R. C. D. Espanyol · España | 1.ª           | 2014-15       | 33  | 3  | 6  | 6  | 1 | 1 | —  | — | —  | 39  | 4  | 7  |
| R. C. D. Espanyol · España | Total club    | Total club    | 33  | 3  | 6  | 6  | 1 | 1 | 0  | 0 | 0  | 39  | 4  | 7  |
| Real Madrid C. F. · España | 1.ª           | 2015-16       | 25  | 4  | 8  | 1  | 0 | 0 | 7  | 0 | 2  | 33  | 4  | 10 |
| Real Madrid C. F. · España | 1.ª           | 2016-17       | 33  | 2  | 9  | 4  | 1 | 2 | 13 | 1 | 3  | 50  | 4  | 14 |
| Real Madrid C. F. · España | 1.ª           | 2017-18       | 33  | 4  | 8  | 7  | 3 | 4 | 13 | 1 | 4  | 53  | 8  | 16 |
| Real Madrid C. F. · España | 1.ª           | 2018-19       | 31  | 1  | 3  | 7  | 3 | 0 | 9  | 1 | 1  | 47  | 5  | 4  |
| Real Madrid C. F. · España | 1.ª           | 2019-20       | 18  | 2  | 2  | 1  | 1 | 0 | 4  | 0 | 0  | 23  | 3  | 2  |
| Real Madrid C. F. · España | 1.ª           | 2020-21       | 24  | 2  | 6  | 2  | 0 | 0 | 8  | 0 | 2  | 34  | 2  | 8  |
| Real Madrid C. F. · España | 1.ª           | 2021-22       | 29  | 3  | 0  | 4  | 0 | 0 | 8  | 0 | 0  | 41  | 3  | 0  |
| Real Madrid C. F. · España | 1.ª           | 2022-23       | 23  | 4  | 2  | 2  | 0 | 0 | 5  | 0 | 1  | 30  | 4  | 3  |
| Real Madrid C. F. · España | 1.ª           | 2023-24       | 29  | 3  | 7  | 0  | 0 | 0 | 9  | 0 | 1  | 39  | 3  | 8  |
| Real Madrid C. F. · España | 1.ª           | 2024-25       | 32  | 1  | 5  | 7  | 0 | 1 | 12 | 1 | 2  | 51  | 2  | 8  |
| Real Madrid C. F. · España | Total club    | Total club    | 277 | 26 | 50 | 35 | 8 | 7 | 88 | 4 | 16 | 400 | 38 | 73 |
| Total carrera | Total carrera | Total carrera | 416 | 46 | 71 | 41 | 9 | 8 | 88 | 4 | 16 | 545 | 59 | 95 |
| (1) Incluye datos de la Copa del Rey, Supercopa de España (2014-Act.). En caso de equipo filial se refiere a los partidos de play-off (2011-14). (2) Incluye datos de la Liga de Campeones de la UEFA (2015-Act.); Supercopa de Europa, Mundial de Clubes (2016-Act.). (3) No incluye goles en partidos amistosos. (Datos de asistencias incompletos). |               |               |     |    |    |    |   |   |    |   |    |     |    |    |

## Palmarés

### Campeonatos categorías inferiores
| Título                    | Club                  | País   | Año  |
| ------------------------- | --------------------- | ------ | ---- |
| División de Honor Juvenil | Real Madrid C. F. "A" | España | 2010 |
| Copa de Campeones         | Real Madrid C. F. "A" | España | 2010 |
| Segunda División "B"      | R. M. Castilla C. F.  | España | 2012 |

### Títulos nacionales
| Título           | Club              | País   | Año     |
| ---------------- | ----------------- | ------ | ------- |
| Primera División | Real Madrid C. F. | España | 2016-17 |
| Supercopa        | Real Madrid C. F. | España | 2017    |
| Supercopa        | Real Madrid C. F. | España | 2020    |
| Primera División | Real Madrid C. F. | España | 2019-20 |
| Supercopa        | Real Madrid C. F. | España | 2022    |
| Primera División | Real Madrid C. F. | España | 2021-22 |
| Copa del Rey     | Real Madrid C. F. | España | 2022-23 |
| Supercopa        | Real Madrid C. F. | España | 2024    |
| Primera División | Real Madrid C. F. | España | 2023-24 |

### Títulos internacionales
| Título                | Equipo            | Sede      | Año  |
| --------------------- | ----------------- | --------- | ---- |
| Liga de Campeones     | Real Madrid C. F. | Milán     | 2016 |
| Supercopa de Europa   | Real Madrid C. F. | Trondheim | 2016 |
| Mundial de Clubes     | Real Madrid C. F. | Japón     | 2016 |
| Liga de Campeones     | Real Madrid C. F. | Cardiff   | 2017 |
| Supercopa de Europa   | Real Madrid C. F. | Skopie    | 2017 |
| Mundial de Clubes     | Real Madrid C. F. | EAU       | 2017 |
| Liga de Campeones     | Real Madrid C. F. | Kiev      | 2018 |
| Mundial de Clubes     | Real Madrid C. F. | EAU       | 2018 |
| Liga de Campeones     | Real Madrid C. F. | París     | 2022 |
| Supercopa de Europa   | Real Madrid C. F. | Helsinki  | 2022 |
| Mundial de Clubes     | Real Madrid C. F. | Marruecos | 2022 |
| Liga de Campeones     | Real Madrid C. F. | Londres   | 2024 |
| Supercopa de Europa   | Real Madrid C. F. | Varsovia  | 2024 |
| Copa Intercontinental | Real Madrid C. F. | Catar     | 2024 |